# Wolfgang Schmidt (Politiker, 1970)

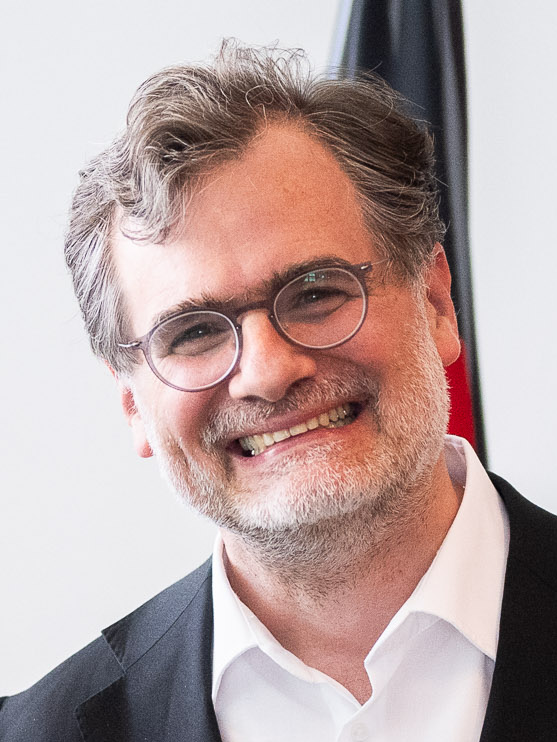
Wolfgang Schmidt (2024)

Wolfgang Walter Schmidt (* 23. September 1970 in Hamburg) ist ein deutscher Politiker (SPD). Von 2021 bis 2025 war er Bundesminister für besondere Aufgaben und als solcher Chef des Bundeskanzleramtes im Kabinett Scholz. In dieser Funktion war er außerdem Beauftragter für die Nachrichtendienste des Bundes.
Von März 2011 bis März 2018 war Schmidt Staatsrat der Senatskanzlei Hamburg und Bevollmächtigter der Freien und Hansestadt Hamburg beim Bund, bei der Europäischen Union und für Auswärtige Angelegenheiten und im Anschluss bis Dezember 2021 Staatssekretär im Bundesministerium der Finanzen.

## Ausbildung und Beruf
Geboren wurde Wolfgang Schmidt als Sohn eines Richters und einer Lehrerin. Das Abitur legte er am Gymnasium Tonndorf nach eigener Angabe mit einem Schnitt von 1,2 ab. Im Anschluss studierte Schmidt von 1991 an Rechtswissenschaft am reformierten Fachbereich 17 der Universität Hamburg und an der Universidad de Deusto im spanischen Bilbao. Er schloss das Studium 1997 mit der ersten Staatsprüfung ab. Danach arbeitete er drei Jahre als wissenschaftlicher Mitarbeiter an der Universität Hamburg und begann eine Dissertation, stellte das Promotionsvorhaben aber später und vor der Perspektive, nicht wie ursprünglich geplant das Richteramt anzustreben, sondern stattdessen für Olaf Scholz zu arbeiten, ein. Schmidt leistete sein Rechtsreferendariat am Hanseatischen Oberlandesgericht Hamburg ab und beendete 2002 die juristische Ausbildung erfolgreich mit der zweiten Staatsprüfung.
Danach war Schmidt persönlicher Referent, später Büroleiter des damaligen SPD-Generalsekretärs Olaf Scholz und später Klaus Uwe Benneters (bis 2005). Er folgte Scholz als Büroleiter des Ersten Parlamentarischen Geschäftsführers zur SPD-Bundestagsfraktion und ins Ministerbüro des Bundesministeriums für Arbeit und Soziales. Dort war er Leiter des Leitungs- und Planungsstabs und bis 2010 Unterabteilungsleiter. Von 2010 bis 2011 war er Direktor der Vertretung der Internationalen Arbeitsorganisation (ILO) in Deutschland.

## Öffentliche Ämter

### Staatsrat in Hamburg
Von März 2011 bis März 2018 amtierte Schmidt als Staatsrat der Senatskanzlei Hamburg und Bevollmächtigter beim Bund, bei der Europäischen Union und für auswärtige Angelegenheiten der Freien und Hansestadt Hamburg. Er war 2014/15 Vorsitzender der deutschen Europaministerkonferenz und vertrat Hamburg von 2015 bis 2018 im Europäischen Ausschuss der Regionen. Schmidt galt zu seiner Amtszeit als „inoffizieller Außenminister Hamburgs“ und war für die Organisation des G20-Gipfels in Hamburg 2017 mitverantwortlich.

### Staatssekretär im Bundesministerium der Finanzen

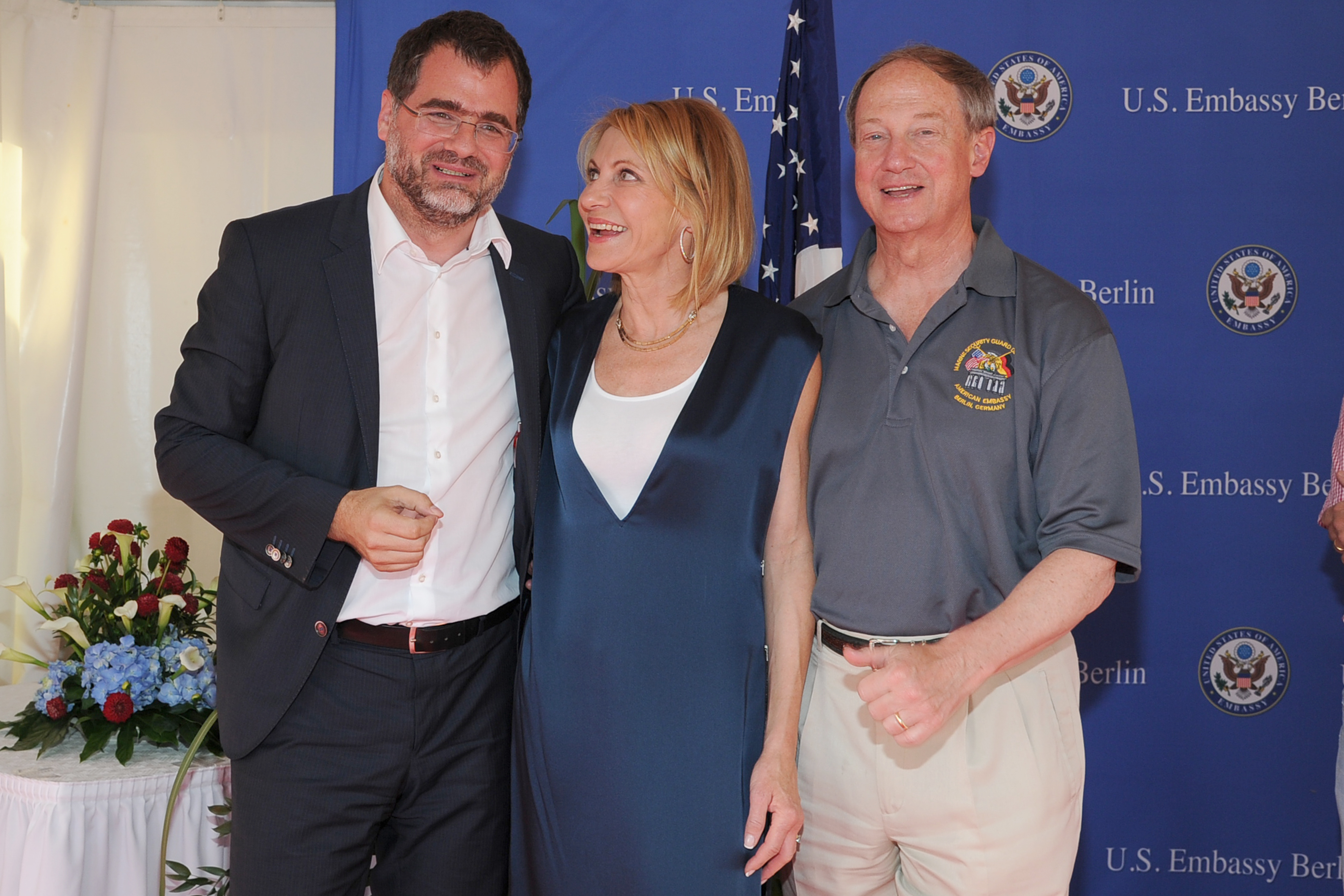
Wolfgang Schmidt (links) mit US-Botschafter John B. Emerson und dessen Frau Kimberly Marteau Emerson beim Empfang zum Unabhängigkeitstag 2016

Mit dem Wechsel von Olaf Scholz in die Bundesregierung (Kabinett Merkel IV) wurde Schmidt, der als Scholz’ engster Vertrauter gilt, zu dessen beamtetem Staatssekretär im Bundesministerium der Finanzen berufen. Sein Geschäftsbereich umfasste die Abteilung für finanzpolitische und volkswirtschaftliche Grundsatzfragen, internationale Finanz- und Währungspolitik sowie die Leitungs- und Planungsabteilung. Zudem war er unter Scholz als Vizekanzler für die Koordinierung der sozialdemokratischen Ministerien (den sogenannten „A-Ressorts“) in der Bundesregierung verantwortlich.

#### Vorwürfe und Ermittlungsverfahren gegen Schmidt
Schmidt wurde im September 2021 vorgeworfen, während seiner Arbeitszeit als Staatssekretär in Sozialen Medien für den SPD-Kanzlerkandidaten Olaf Scholz und seine Partei geworben zu haben. Das Bundesministerium der Finanzen gab an, dass es nicht prüfen könne, ob Schmidt während seiner Arbeitszeit parteilich engagiert gewesen sei, da die Arbeitszeiten von Staatssekretären nicht erfasst würden. Der Linken-Abgeordnete Fabio De Masi forderte den Bundesrechnungshof auf, den Fall zu prüfen.
Mitte September 2021 leitete die Staatsanwaltschaft Osnabrück gegen Schmidt ein Ermittlungsverfahren wegen des Verdachts auf Verletzung des Amtsgeheimnisses nach § 353b StGB sowie wegen des Verdachts der verbotenen Mitteilung über Gerichtsverhandlungen nach § 353d StGB ein. Die Staatsanwaltschaft Osnabrück hatte beim Amtsgericht Osnabrück einen – später durch das Landgericht Osnabrück für rechtswidrig erklärten – Durchsuchungsbeschluss für das Bundesministerium der Finanzen erwirkt. Diesen Beschluss hatte Schmidt auszugsweise veröffentlicht, um auf Diskrepanzen zwischen dem Durchsuchungsbeschluss und der Presseerklärung der Staatsanwaltschaft aufmerksam zu machen. Er nahm offenbar an, die Durchsuchungen seien parteipolitisch motiviert gewesen, um dem damaligen SPD-Kanzlerkandidaten Olaf Scholz zu schaden. Die Berliner Staatsanwaltschaft stellte das Ermittlungsverfahren gegen eine Geldauflage von 5.000 Euro ein, die Schmidt umgehend bezahlte. Im Juni 2022 stellte das Verwaltungsgericht die Rechtswidrigkeit der staatsanwaltlichen Pressemitteilung fest und untersagte der Staatsanwaltschaft die Verbreitung. Der von Schmidt vermutete parteipolitisch motivierte Missbrauch der Justiz durch CDU-Kreise bekam neue Aufmerksamkeit, als das Landgericht Osnabrück im Februar 2022 urteilte, dass die Durchsuchungen rechtswidrig waren und „dem Ansehen der Bundesrepublik Deutschland und ihrer Institutionen einen nicht unbeachtlichen Schaden zufügen“ könnten.

### Chef des Bundeskanzleramtes
Am 8. Dezember 2021 ernannte Bundespräsident Frank-Walter Steinmeier Schmidt auf Vorschlag des Bundeskanzlers zum Chef des Bundeskanzleramtes im Range eines Bundesministers (für besondere Aufgaben) im Kabinett Scholz.
In diesem Amt wurde er am 11. Oktober 2022 mit dem Großkreuz des Zivilverdienstordens Spaniens ausgezeichnet.
Einflussnahme auf Medien in der Cum-Ex-Affäre
Schmidt wurde vorgeworfen, zugunsten von Olaf Scholz Einfluss gegenüber dem Norddeutschen Rundfunk und dem Stern auf Medienberichte zur Cum-Ex-Affäre genommen zu haben. Insbesondere der Investigativjournalist Oliver Schröm behauptete, er werde "aus dem Kanzleramt" diffamiert.

### Kandidatur für den Deutschen Bundestag
Schmidt wurde am 22. November 2024 von den Delegierten seiner Partei mit 94,3 Prozent zum Direktkandidaten der SPD für den Wahlkreis Hamburg-Eimsbüttel für die Bundestagswahl 2025 gewählt. Am 10. Dezember 2024 wurde er auf dem Parteitag der Hamburger SPD zum Hamburger SPD-Spitzenkandidaten für die Bundestagswahl gewählt. Schmidt verpasste jedoch den Einzug in den 21. Deutschen Bundestag, in seinem Wahlkreis unterlag er dem grünen Mitbewerber Till Steffen, sein Platz auf der SPD-Landesliste reichte nicht für den Einzug ins Parlament.

## Partei
Wolfgang Schmidt gehört seit 1989 der SPD an. Er war von 2000 bis 2001 Mitglied im Vorstand (bureau) der European Community Organisation of Socialist Youth (ECOSY), dem europäischen Zusammenschluss sozialdemokratischer und sozialistischer Jugendorganisationen. Von 2001 bis 2004 gehörte er dem Bundesvorstand der Jusos an und war Vizepräsident der International Union of Socialist Youth (IUSY), der Jugendorganisation der Sozialistischen Internationale (SI).

## Sonstige Ämter

### Internationale Organisationen
- Asian Infrastructure Investment Bank (AIIB), Ex-Officio Alternate Member of the Board of Governors (2018–2021)
- Multilateral Investment Guarantee Agency (MIGA), World Bank Group, Ex-Officio Alternate Member of the Board of Governors (2018–2021)
- World Bank, Ex-Officio Alternate Member of the Board of Governors (2018–2021)

### Aufsichtsräte
- Deutsche Investitions- und Entwicklungsgesellschaft (DEG), Mitglied des Aufsichtsrats (2018–2021)
- Deutsche Gesellschaft für Internationale Zusammenarbeit (GIZ), Mitglied des Aufsichtsrats (2018–2021)

### Sonstige
- Baden-Badener Unternehmer Gespräche e. V. (BBUG), Mitglied des Kuratoriums
- Stiftung Münchner Sicherheitskonferenz (MSC), Mitglied im Stiftungsrat[26]
- Stiftung Wissenschaft und Politik (SWP), stellvertretender Präsident des Stiftungsrats[27]
- Institut für Europäische Politik (IEP), Mitglied im Kuratorium[28]
- Wirtschaftsforum der SPD e. V., Mitglied des politischen Beirats
- Von 2004 bis 2008 amtierte Schmidt als ehrenamtlicher Geschäftsführer der norwegisch-deutschen Willy-Brandt-Stiftung.[29]

## Privates
Wolfgang Schmidt ist mit einer Mexikanerin verheiratet und spricht, auch aufgrund seines Studienaufenthalts in Bilbao, fließend Spanisch. Er hat zwei Töchter.
Schmidt ist mit der Ökonomin Philippa Sigl-Glöckner liiert.